# Bolmsö landskommun
Bolmsö landskommun var en tidigare kommun i Jönköpings län. Kommunen omfattade samma geografiska område som Bolmsö socken, det vill säga ön Bolmsö i sjön Bolmen samt fastlandsområden på norra och västra sidorna av sjön.

## Administrativ historik
Bolmsö landskommun inrättades den 1 januari 1863 i Bolmsö socken i Västbo härad i Småland  när 1862 års kommunalförordningar trädde i kraft.
Kommunen upphörde vid kommunreformen 1952, då den uppgick i Unnaryds landskommun. Sedan 1971 tillhör Bolmsö- ödelen Ljungby kommun och Kronobergs län medan västra fastlandsdelen tillhör Gislaveds kommun. En mindre del på Toftnäshalvön norr om sjön överfördes 1971 till Värnamo kommun.

## Kommunvapnet
Blasonering: I blått fält ett fornnordiskt svärd med fäste av guld och klinga av silver, från vilken utstråla lågor av guld.
Detta vapen fastställdes av Kungl. Maj:t den 15 september 1950. Svärdet med utstrålande lågor skall föreställa svärdet Tyrfing, mans bane var gång det draget varder, tillhörigt Arngrim, som förekommer i Hervararsagan och enligt den lokala traditionen bodde på Bolmsö tillsammans med sina tolv söner.
Vapnet nyttjas i dag av Bolmsö Hembygdsförening med tillåtelse från ägaren Ljungby kommun.

## Politik

### Mandatfördelning i valen 1938-1946
| 5 | 11 | 2 | 2 |

| 20 |

| 5 | 12 | 1 | 2 |

| 19 |

| 3 | 14 | 2 | 1 |

| 18 |

### Fotnoter
1. ↑  Per Andersson: Sveriges kommunindelning 1863-1993, Draking, Mjölby 1993, ISBN 91-87784-05-X, s. 28,30
2. ↑  ”SCB 1970”. Arkiverad från originalet den 24 september 2015. https://web.archive.org/web/20150924132215/http://www.scb.se/H/SOS%201911-/Befolkningsstatistik/Folkm%C3%A4ngd%20Del%201-2%20Kommuner%20och%20f%C3%B6rsamlingar%20(SOS)%201967-1990/Befolkning-Folkmangd-1970-1-Kommuner-och-forsamlingar.pdf. Läst 21 augusti 2013.
3. ↑  ”Svenska Heraldiska Föreningens vapendatabas”. Arkiverad från originalet den 18 oktober 2012. https://web.archive.org/web/20121018011750/http://databas.heraldik.se/index.php. Läst 4 mars 2011.